# Auridius melinus
Auridius melinus är en insektsart som beskrevs av Hamilton 1999. Auridius melinus ingår i släktet Auridius och familjen dvärgstritar. Inga underarter finns listade i Catalogue of Life.